# Кун Дарден
Кун Дарден (нід. Koen Daerden, нар. 8 березня 1982, Тонгерен) — бельгійський футболіст, що грав на позиції півзахисника.
Виступав, зокрема, за клуби «Генк» та «Брюгге», а також національну збірну Бельгії.

## Клубна кар'єра
У дорослому футболі дебютував 2000 року виступами за команду «Генк», в якій провів шість сезонів, взявши участь у 162 матчах чемпіонату. Більшість часу, проведеного у складі «Генка», був основним гравцем команди і виграв з командою чемпіонат і Кубок Бельгії.
Своєю грою за цю команду привернув увагу представників тренерського штабу клубу «Брюгге», до складу якого приєднався 2006 року. Відіграв за команду з Брюгге наступні чотири сезони своєї ігрової кар'єри, з яким він у першому ж сезоні виграв Кубок Бельгії.
Згодом у сезоні 2010/11 грав у складі команди «Стандард» (Льєж) і виграв третій для себе кубок Бельгії, після чого на правах оренди грав за «Сент-Трюйден».
Завершив ігрову кар'єру у нідерландській команді МВВ, за яку виступав протягом 2013 року.

## Виступи за збірну
У 2001—2003 роках залучався до складу молодіжної збірної Бельгії, з якою був учасником молодіжного чемпіонату Європи 2002 року у Швейцарії, на якому бельгійці не подолали груповий етап. Всього на молодіжному рівні зіграв у 8 офіційних матчах і забив 3 голи
21 серпня 2002 року дебютував в офіційних іграх у складі національної збірної Бельгії в матчі проти збірної Польщі (1:1). 26 березня 2005 року Дарден забив свій перший гол за збірну у відбірковому матчі до чемпіонату світу проти Боснії і Герцеговини (4:1). У тій самій відбірковій кампанії в грі з Сан-Марино (8:0) 7 вересня 2005 року він відзначився дублем. Загалом протягом кар'єри в національній команді, яка тривала 6 років, провів у її формі 10 матчів, забивши 3 голи.

## Досягнення
- Чемпіон Бельгії: 2001/02
- Володар Кубка Бельгії: 1999/00, 2006/07, 2010/11

## Особисте життя
Є сином іншого бельгійського футболіста Йоса Дардена.